# 戦国無双5
『戦国無双5』（せんごくむそうファイブ）は、コーエーテクモゲームスのアクションゲームで、戦国無双シリーズ第5作。2021年6月24日にPlayStation 4、Nintendo Switch、Xbox One用ソフトとして発売され、7月27日にはSteamからも発売された。
キャッチコピーは「新・戦国無双、始動――。」。
発売日の6月24日には、通常版のほか、豪華版として「Deluxe Edition」、「TREASURE BOX」、「一騎当千BOX」の3種も同時発売された。

## 内容
ゲーム内の世界
従来のシリーズでは真田幸村が中心キャラクターだったが、本作では織田信長と明智光秀の二人を主人公とし、応仁の乱後から本能寺の変に至るまでが描かれる。また、世界観やキャラクターデザインなども一新されているほか、実際の歴史には存在しない、本作だけの架空のストーリー『IF編』が本編後に取り入れられている。
その他、ストーリーとは関係なく、拠点の防衛が目的の新モード「堅城演武」も用意されている。
アクション
本作では、新アクションとして「閃技」が登場。閃技はクールダウン式の技で、神速攻撃をブロックしてくる一般兵に対して有効なものや、自身を強化するものなどがある。また、従来のシリーズでは武将ごとに異なる武器を使用していたが、本作では全ての武器を自由に使用できるようになっている。ただし、武将ごとに得意武器があり、得意武器でしか使えないチャージ攻撃や閃技もある。

## キャラクター
本作では「無双武将」のほかに「固有武将」が登場。専用のアクションを持たないなどの違いがあるが、ゲーム中で操作できる。登場する無双武将は27名、固有武将は10名となっている。信長と光秀がそれぞれ歩んだ時代を忠実に再現しているため、時代設定に合致しない（その時代までに死去or生まれていない）キャラクターは登場していない。

### 追加PC
本作で新たに追加された使用可能なキャラクター。
無双武将
- 斎藤利三（声: 坂田将吾）
- みつき（声: 高野麻里佳）
- 中村一氏（声: 新井良平）
- 瀬名（声: 照井春佳）
- 山中鹿介（声: 阿座上洋平）
- 百地三太夫（声: 津田健次郎）
- 弥助（声: パディ・ライアン）

固有武将
- 織田信行（声: 田邊幸輔）
- 岡部元信（声: 浅野良介）
- 吉川元春（声: 蟹江俊介）
- 毛利輝元（声: 小野将夢）
- 斎藤道三（声: 今川柊稀）
- 斎藤義龍（声: 宮園拓夢）
- 朝倉義景（声: 坂井易直）
- 足利義昭（声: 三野雄大）
- 三淵藤英（声: 富岡佑介）

## テーマソング
- EXILE「One Nation」[3]

作詞 - SHOKICHI / 作曲 - KENTZ、ERIC LIDBOM、CHRIS HOPE

## 開発
本作は、2014年に発売された『戦国無双4』以来7年ぶりとなる純粋なナンバリング作品となった。
プロデューサーの鯉沼久史はファミ通とのインタビューの中で、次回作の構想を練る間に7年が過ぎてしまったと話している。というのも、初代『戦国無双』から『戦国無双3』までは、それぞれの作品で戦国前期から後期までを描いており、『戦国無双4』が集大成として位置づけられており、次回作についてはどうすればよいのかなかなか答えが出なかったためである。最終的に、初代『戦国無双』に立ち返り、世界観を一新してもう一度戦国時代前期を描くということになった。なお、鯉沼は本作のタイトルとして「真・戦国無双」も考えていたが、システムやキャラクターのデザインがシリーズを踏襲していることから、ナンバリングタイトルにすることを決断したという。また、『戦国無双』シリーズのテーマ自体が日本主体であり、シリーズ化を前提としたものではなかったため、何とか続けてきたという経緯があり、今後も続けられるよう思い切って踏み込まないと本作は生まれなかったと鯉沼は話している。
なお、本作のプロジェクトは次世代機と呼ばれるPlayStation 5、Xbox Series X/Sが発表される前から始動していたため、最初の段階でこれらの機種への供給は行われなかった。また、発売日の前後に明智光秀を主人公とした大河ドラマ『麒麟がくる』の最終回が放送されていたが、これも偶然だとしている。

### セッティング・グラフィック
世界観を一新するにあたり、物語を基準にプレイアブルキャラクターを厳選した結果、総数が27人と、前作『戦国無双4-II』の56人から大幅に削減された。このうち、織田信長は戦国時代初期を一から描くのに必要なキャラクターということで選ばれ、彼の若い時代から描くということで、主人公に位置づけられた。本作のゲームディレクターを務めた河原淳は、若いころを選んだ理由として、『信長の野望』シリーズで描かれていた第六天魔王としての信長ではプレイヤーが感情移入がしづらいためであると「4Gamer.net」とのインタビューの中で話している。
セッティングにあたっては、コーエーテクモゲームズ独自の設定に加え、史実の研究が重ねられた。たとえば、史実においては信長の南蛮甲冑を愛用していたという記録が残っており、手足の具足にはそれを想起させる意匠が施されている。ただし、南蛮具足が大量に流通していた時期ではないため、胴体は日本的な縅の手法を取り入れたデザインが採用された。当初は赤をイメージカラーに使用という案もあったが、戦国無双シリーズにおける信長には合わないということで黒と紫が採用された。また、熱血青年としての信長のコンセプトには「傾き」や「破天荒」の要素も取り入れられ、陣羽織を着崩して肌を露出させるなどの表現が採用された。一方、担当声優は従来の小杉十郎太から島﨑信長に変更された。
明智光秀は信長の物語を濃厚に描くために選ばれ、「表の信長、裏の光秀」というコンセプトも立てられ、デザインにもそれが反映された。光秀のセッティングも史実を発展させる形で行われたが、史実に忠実すぎるとありきたりなキャラクター像になるため、その点は気を付けたと本作のCGディレクター篠原大嗣は説明している。
史実や逸話を取り入れたほかの例としては黒田官兵衛が挙げられ、こちらは兵法書などの書物に親しんでいたという人物像をもとに、内向的な人物を思わせるデザインとなった。また、黒田家がハマグリに目薬を入れて売ったという伝承から、羽織にハマグリの意匠を取り入れられている。なお、河原は歴史的な逸話の採用について、信ぴょう性や史実か否かにこだわることなく、広く通説になっていれば取り入れてもよいとしつつも、個人の創作は取り入れないように気を付けていると「4Gamer.net」とのインタビューの中で説明している。
信長の家来である羽柴秀吉の場合、従来作品では豊臣姓を名乗っていたころの秀吉がもとになっているため、ゲーム序盤の若い時代でも派手な格好になってしまっていた。これに対し本作では駆け出し時代である羽柴秀吉のみなので、デザインもその時代に沿ったものとなった。一方、女性キャラクターである濃姫は従来の妖艶なイメージから一転して正統派のヒロインとして描かれている。また、衣装もファンタジックに見えるが、衣装の構造は実際の着物に即したものにしてバランスがとられた。
本作に初めて登場するキャラクターのうち、斎藤利三は主である光秀に忠義を尽くしたという史実から、執事のようなキャラクター性となった。ただし、これだけではやや弱いため、後ろから見たときに、羽織の裾が明智家の家紋であるキキョウの花びらに見えるデザインとなった。一方、羽柴秀吉の忍者・中村一氏は、ただの忍者では面白くないということで、ストリート系ファッションの要素が取り入れられていたが、一氏の資料が少ないため、主のことと「金箔を貼った瓦で城を築いた」という逸話をもとに、金色のアクセサリーがあしらわれた。また、本作オリジナルキャラクターである甲賀のくノ一・みつきは、過去作における真田家の「くのいち」とはまた違う役割がある一方、『無双』らしさが重視されている。
なお、信長に限らず、本作に登場するキャラクターの顔のパーツの配置や比率は従来作品と同じである。
また、これまで戦国無双シリーズに登場してきた真田幸村は、史実で活躍したのが戦国時代の後期であるため、本作への登場は見送られた。
グラフィックは、リアルとアニメの中間という従来の『戦国無双』シリーズらしいデザインに、墨絵の要素が取り入れられた。これは、『真・三國無双』シリーズとの差異化の目的もある。一方、ステージ側との調和は開発スタッフにとって苦労の種だった。というのも、コーエーテクモゲームスの作品ではキャラクターにセルアニメ調のシェーダーなどを使っていても、背景は従来のCGモデルでの作り方と近いことが多いためである。そのため、本作では武将たちの見せ方が一段落ついてからステージとキャラクターの調和について試行錯誤が重ねられた。

### 音楽
グラフィックと同様に、音楽においても『真・三國無双』シリーズとの差異化が図られ、スタイリッシュで軽いものが用いられた。また、戦闘時のBGMは爽快感を重視し、イベントシーンのBGMは歴史的背景を感じられるよう、映像作品寄りの音楽となっている。

## 反響

### 発売前の反響
時代設定の都合とはいえ、プレイアブルキャラクターの減少については残念だとする声もあった一方、新たなビジュアルや物語の一新については好意的に受け止められた。